# Nazionale maschile di hockey su prato dei Paesi Bassi
La nazionale di hockey su prato dei Paesi Bassi è la squadra di hockey su prato rappresentativa dei Paesi Bassi ed è posta sotto la giurisdizione della Koninklijke Nederlandse Hockey Bond.

## Partecipazioni

### Mondiali
- 1971 – 6º posto
- 1973 - Campione
- 1975 – 9º posto
- 1978 – 2º posto
- 1982 – 4º posto
- 1986 – 7º posto
- 1990 – Campione
- 1994 – 2º posto
- 1998 – Campione
- 2002 – 3º posto
- 2006 – 7º posto
- 2010 – 3º posto
- 2014 – 2º posto
- 2018 – 2º posto

### Olimpiadi
- 1908 – non partecipa
- 1920 – non partecipa
- 1928 – 2º posto
- 1932 – non partecipa
- 1936 – 3º posto
- 1948 – 3º posto
- 1952 – 2º posto
- 1956 – non partecipa
- 1960 – 9º posto
- 1964 – 8º posto
- 1968 – 5º posto
- 1972 – 4º posto
- 1976 – 4º posto
- 1980 – non partecipa
- 1984 – 6º posto
- 1988 – 3º posto
- 1992 – 4º posto
- 1996 – Campione
- 2000 – Campione
- 2004 – 2º posto
- 2008 – 4º posto
- 2012 – 2º posto
- 2016 – 4º posto
- 2020 – 5º posto
- 2024 – Campione

### Champions Trophy
- 1978 – non partecipa
- 1980 – 4º posto
- 1981 – Campione
- 1982 – Campione
- 1983 – 5º posto
- 1984 – 4º posto
- 1985 – 5º posto
- 1986 – 6º posto
- 1987 – 2º posto
- 1988 – non partecipa
- 1989 – 2º posto
- 1990 – 2º posto
- 1991 – 3º posto
- 1992 – 4º posto
- 1993 – 3º posto
- 1994 – 3º posto
- 1995 – 4º posto
- 1996 – Campione
- 1997 – 2º posto
- 1998 – Campione
- 1999 – 3º posto
- 2000 – Campione
- 2001 – 3º posto
- 2002 – Campione
- 2003 – Campione
- 2004 - 2º posto
- 2005 – 2º posto
- 2006 – Campione
- 2007 – 3º posto
- 2008 – 4º posto
- 2009 – 4º posto
- 2010 – 3º posto
- 2011 – 3º posto
- 2012 – 2º posto

### EuroHockey Nations Championship
- 1970 - 2º posto
- 1974 - 3º posto
- 1978 - 2º posto
- 1983 - Campione
- 1987 - Campione
- 1991 - 2º posto
- 1995 - 2º posto
- 1999 - 2º posto
- 2003 - 4º posto
- 2005 - 2º posto
- 2007 - Campione